# Pierre Henri Mathieu
Pour les articles homonymes, voir Mathieu.
Pierre Henri Mathieu est un homme politique français né le 9 février 1793 à Langogne (Lozère) et mort le 26 juillet 1872 à Largentière (Ardèche).

## Biographie
Avocat, il est président du tribunal civil de Largentière de 1830 à 1862 et député de l'Ardèche de 1834 à 1849, siégeant dans l'opposition libérale sous la Monarchie de Juillet et à droite sous la Deuxième République.

## Sources
- « Pierre Henri Mathieu », dans Adolphe Robert et Gaston Cougny, Dictionnaire des parlementaires français, Edgar Bourloton, 1889-1891 [détail de l’édition]